# Vojtěch Hadaščok
Vojtěch Hadaščok (* 8. ledna 1992, Opava) je český fotbalový útočník a bývalý mládežnický reprezentant. V současnosti hraje za FC Sellier & Bellot Vlašim, kde hostuje z FC Slovan Liberec.
Je synem dlouholetého opavského fotbalisty Pavla Hadaščoka. S fotbalem začínal v Opavě.

## Klubová kariéra
Dne 1. února 2011 přestoupil do Slovanu Liberec. K prvnímu ligovému zápasu nastoupil za Liberec 27. února 2011, kdy v zápase proti Jablonci vystřídal v 56. minutě Bořka Dočkala.
V sezóně 2011/12 nastoupil za Slovan k 17 utkáním Gambrinus ligy (většinou jako střídající hráč) a čtyřmi góly se podílel na mistrovském titulu.
Nastoupil v dvojutkání předkola play-off (resp. 4. předkolo) Evropské ligy 2012/13 proti ukrajinskému týmu Dněpr Dněpropetrovsk. 23. srpna 2012 remizoval Liberec doma 2:2 kde zaznamenal dvě asistence, v odvetě 30. srpna na Ukrajině prohrál 2:4 a do skupinové fáze Evropské ligy se nekvalifikoval. Vojtěch v prvním střetnutí nastoupil na hřiště v průběhu zápasu, ve druhém byl v základní sestavě.
Od února do června 2013 byl na hostování v Hradci Králové, který po sezóně sestoupil z Gambrinus ligy. Nastoupil zde ke 12 ligovým zápasům, branku nevstřelil. Poté se vrátil do Liberce.
S Libercem si zahrál ve skupinové fázi Evropské ligy 2013/14 (kde se tým střetl se španělskou Sevillou, německým Freiburgem a portugalským Estorilem). S týmem zažil vyřazení v šestnáctifinále proti nizozemskému AZ Alkmaar.
Liberec obsadil v Gambrinus lize 2013/14 pohárovou 4. příčku a následující sezonu se Hadaščok představil v Evropské lize UEFA 2014/15.
V srpnu 2015 odešel na půlroční hostování do 1. FK Příbram. V lednu 2016 se vydal na další hostování, tentokrát do druholigového českého mužstva FC Sellier & Bellot Vlašim.

## Reprezentační kariéra
V červenci 2011 se s českou reprezentací do 19 let zúčastnil Mistrovství Evropy hráčů do 19 let 2011 v Rumunsku kde vstřelil jeden gol. S týmem tak dosáhl svého největšího úspěchu, když získal stříbrnou medaili po porážce se Španělskem ve finále 2:3 po prodloužení.
Nastoupil i za české reprezentační výběry U20 a U21.